# María Helena Barrera
María Helena Barrera Agarwal (Pelileo, Tungurahua, Ecuador, 1971) es una abogada, escritora especialista en propiedad intelectual, ensayista e investigadora ecuatoriana radicada en Nueva York (Estados Unidos).
Ha vivido en diferentes países de Europa, Asia y Estados Unidos. Entre sus obras cuenta más de 300 artículos y ensayos publicados en medios electrónicos y tradicionales en México, Perú, Colombia, Ecuador y España. Es autora de ocho libros de ensayos sobre temas literarios e históricos.
Barrera forma parte de la Casa de la Cultura Ecuatoriana, Núcleo del Tungurahua, la Academia Nacional de Historia de Ecuador, el PEN América Center, el National Book Critics Circle de Estados Unidos, y del India International Centre (India).Desde noviembre de 2023, es miembro correspondiente de la Academia Ecuatoriana de la Lengua Es colaboradora recurrente de la revista Artes del diario La Hora.

## Obras
Entre los libros y ensayos de María Helena Barrera Agarwal constan los siguientes
- 2009: La Flama y el Eco- Ensayos sobre Literatura.
- 2010: Jornadas y Talentos- Ilustres Ecuatorianos en los Estados Unidos.[1]
- 2010: Merton y Ecuador: La búsqueda del país secreto.[7]
- 2013: León Americano- La última gran polémica de Juan León Mera.[8]
- 2013: Mejía Secreto- Facetas insospechadas de José Mejía Lequerica.[9]
- 2014: Nazrul: prosa y poemas selectos.
- 2015: Anatomía de una traición: la venta de la bandera.
- 2015: Dolores Veintimilla, más allá de los mitos
- 2016: De ardiente inspiración. Obras de Dolores Veintimilla (Ed.)
- 2022: Disquisiciones

## Premios y reconocimientos
Sus obras literarias han recibido diferentes premios y reconocimientos como:
| Premio o reconocimiento                                                      | Fecha              |
| ---------------------------------------------------------------------------- | ------------------ |
| Condecoración al Mérito Cívico “Provincia de Tungurahua”                     | 2016               |
| Presea Benjamín Carrión, Casa de la Cultura Ecuatoriana Núcleo de Tungurahua | 2015               |
| Premio Nacional de Literatura Aurelio Espinosa Pólit                         | Septiembre de 2010 |
| Primer Premio, Juegos Florales de la Fiesta de las Flores y las Frutas       | 1989               |

### Premio Aurelio Espinosa Pólit
El Premio Aurelio Espinosa Pólit es un galardón otorgado a escritores ecuatorianos por la Pontificia Universidad Católica del Ecuador. María Helena Barrera, lo consiguió en 2010 con su obra “Merton y Ecuador, la búsqueda del país secreto”. Su obra trata acerca de Thomas Merton (1915-1968), un monje trapense nacido en Francia. Apasionado por Ecuador, un país que no logró conocer pero al que dedicó páginas y correspondencia con el escultor Jaime Andrade y con el poeta Jorge Carrera Andrade, en los años 1950. La principal motivación de la correspondencia entre Merton y los artistas ecuatorianos fue la de construir un monasterio en Ecuador. El veredicto del jurado se basa en que María Helena Barrera ha logrado un texto sólidamente estructurado, con buen argumento, fluidez, amenidad, sobriedad y mesura, y un equilibrio adecuado del contenido y la forma “Se trata de un ensayo que explora, de manera original, las relaciones de Thomas Merton con el Ecuador, a través de la correspondencia sostenida con el escultor Jaime Andrade y el poeta Jorge Carrera Andrade. Es un texto sólidamente estructurado, bien argumentado, con información suficiente y bien dosificada". La ceremonia de premiación fue realizada en el Auditorio Dr. José Ribadeneira de la Facultad de Comunicación, Lingüística y Literatura de la Pontificia Universidad Católica del Ecuador.